# Andreas Georgson
Karl Eric Andreas Georgson, född 21 februari 1982, är sedan 7 juli 2025 assisterande fotbollstränare för Tottenham Football club i England. Han har tidigare varit fotbollstränare och sportchef i flera klubbar och agerade tillförordnad huvudtränare för Malmö FF efter att Milos Milojevic avskedats.   
Georgson har tidigare varit assisterande tränare i bland annat Arsenal FC och Brentford FC samt i Malmö FF.
Sedan augusti 2024 har han ingått i ledarstaben för  Manchester United som han nu lämnar.